# 段素顺
大理应道帝段素顺（？—985年），大理国第5位君主，属段思良支系，是广慈帝段思聪的儿子。969年—985年在位，年号明政。
969年即位，与宋朝相安无事。在位期间，内政上遭遇了由长宗奇、代连弄兔发动的边关叛乱，被平定。外交上恰逢北宋太祖赵匡胤南征，最后赵匡胤以玉斧劃大渡河为界，使大理国得以保全。在位十七年卒，段素顺死后，无庙号，谥应道皇帝。子段素英立。